# Форлеан
Форлеан (фр. Forléans) насеље је и општина у источном делу централне Француске у региону Бургоња, у департману Златна обала која припада префектури Монбар.
По подацима из 2011. године у општини је живело 102 становника, а густина насељености је износила 14,37 становника/km². Општина се простире на површини од 7,1 km². Налази се на средњој надморској висини од 265 метара (максималној 348 m, а минималној 287 m).

## Демографија
| 1962. | 1968. | 1975. | 1982. | 1990. | 1999. | 2011. |
| ----- | ----- | ----- | ----- | ----- | ----- | ----- |
| 97    | 103   | 93    | 95    | 77    | 79    | 102   |

График промене броја становника у току последњих година